# 캐논 EOS 550D
캐논 EOS 550D(Canon EOS 550D)는 캐논이 2010년 2월 출시한 보급형 디지털 일안 반사식 카메라이다. 캐논 EOS 500D의 후속모델이며, Full HD급 동영상까지 (1920 × 1080) 30fps로 촬영이 가능하다. 출시 초기 가격이 100만원에 근접하여 기존 캐논의 보급기들보다 상대적으로 저렴한 가격으로 출시되었다. 일본에서 판매되는 이름은 Canon EOS Kiss X4, 북미에서는 Canon EOS Rebel T2i이다. 경쟁 모델로는 소니의 A550과, 니콘의 D5000 등이 있다.

## 500D보다 향상된 기능
- 연사 속도가 3.4fps에서 3.7fps로 증가
- 화소수가 1800만으로 증가
- 노출보정이 +/-5스탑으로 폭넓은 조정 가능
- Full HD 동영상 촬영시에도 30fps로 촬영 가능, 스테레오 마이크 탑재
- 액정 화소수 104만 화소로 증가
- 고감도 노이즈 억제 수준이 고급기에 속하는 7D와 대등한 수준으로 향상

## 언론 보도
대한민국 출시 한달만에 판매량 1만대를 돌파하였다. 이는 대한민국에 출시된 DSLR 역사상 가장 빠른 속도이다.

## 커스텀 펌웨어
매직 랜턴(Magic Lantern)이라는 오픈 소스 커스텀 펌웨어를 사용할 수 있다. GPL 라이센스로 배포되며 HDR 비디오 촬영 등의 개선이 있다.

## 사진

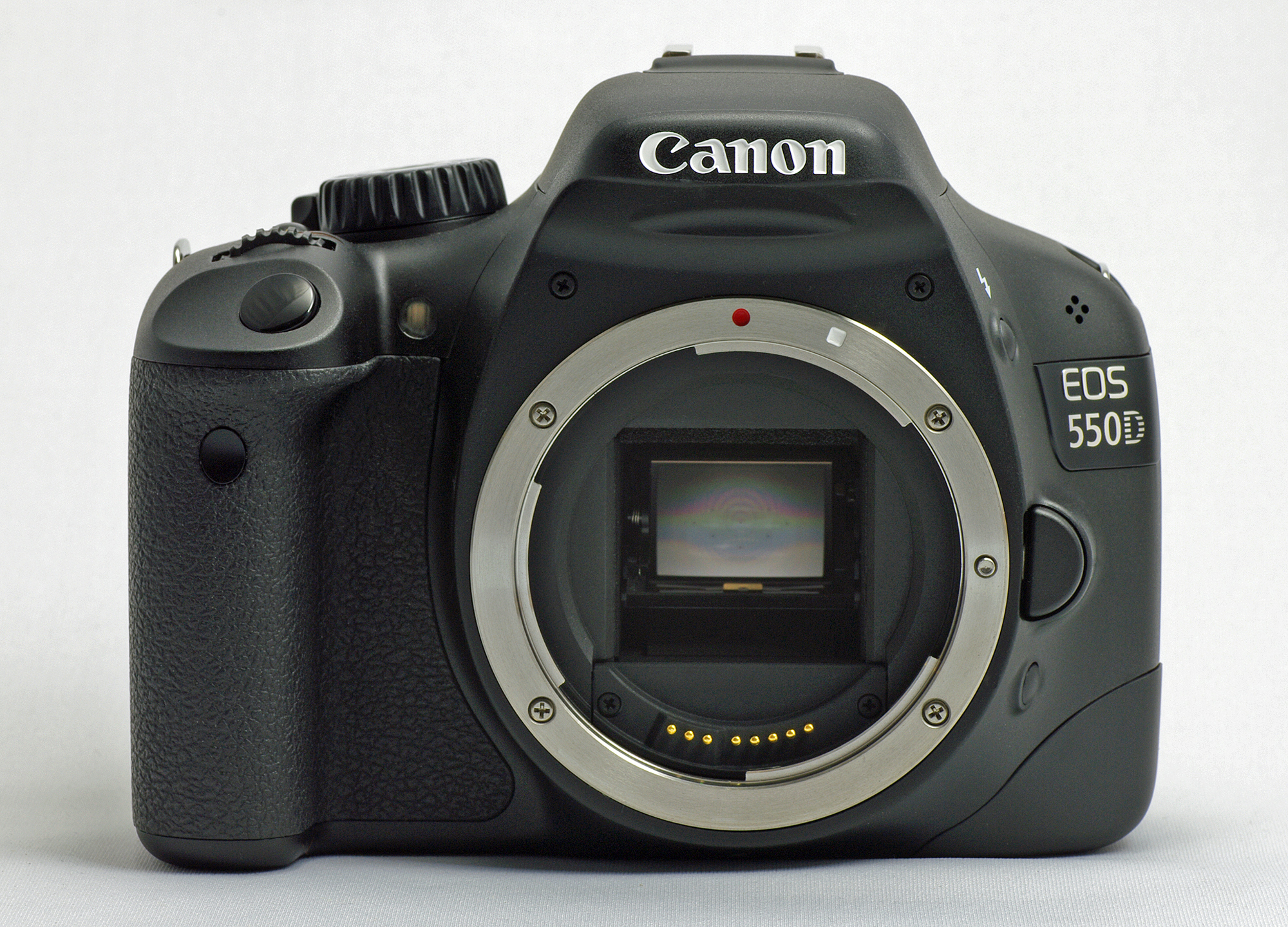
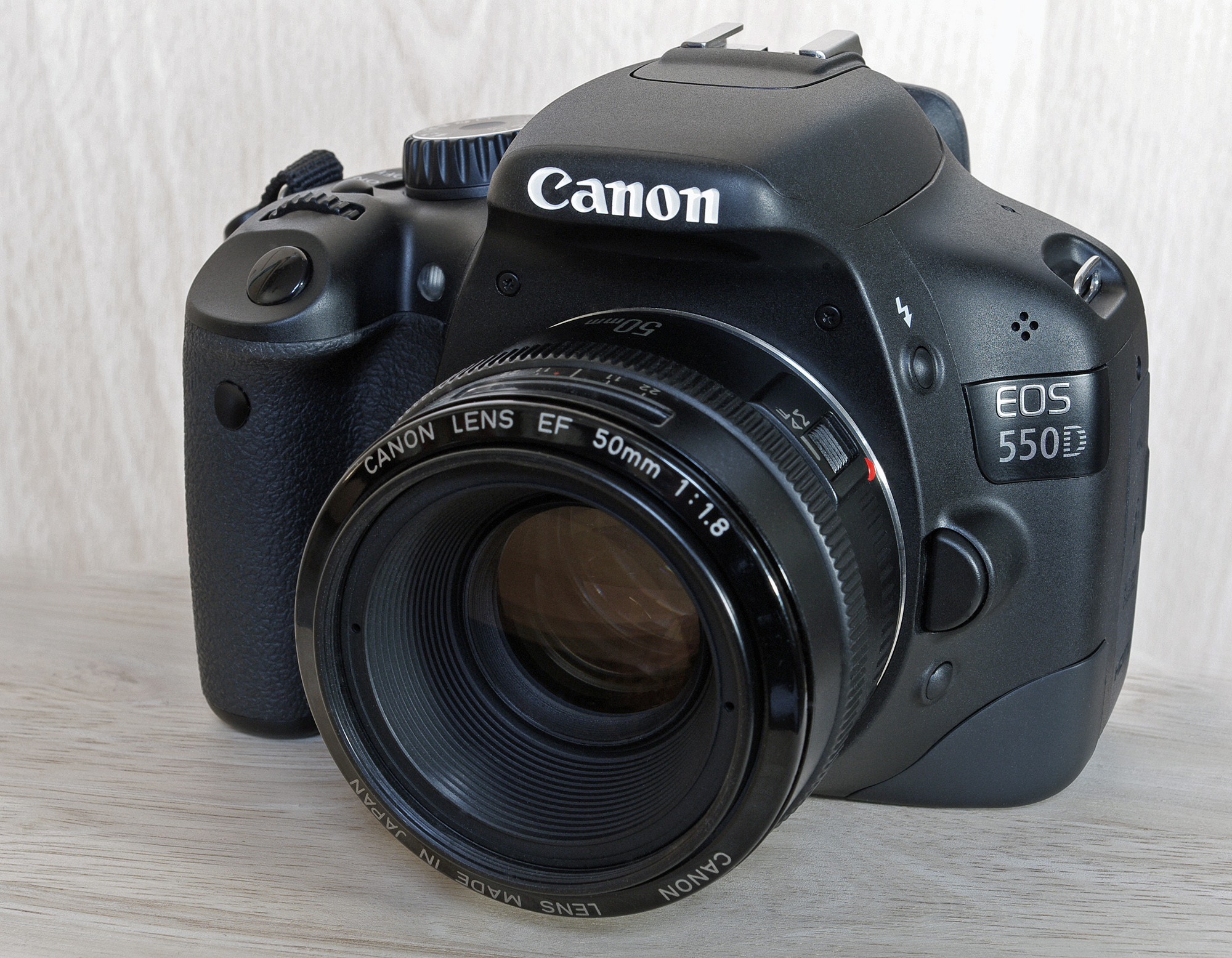
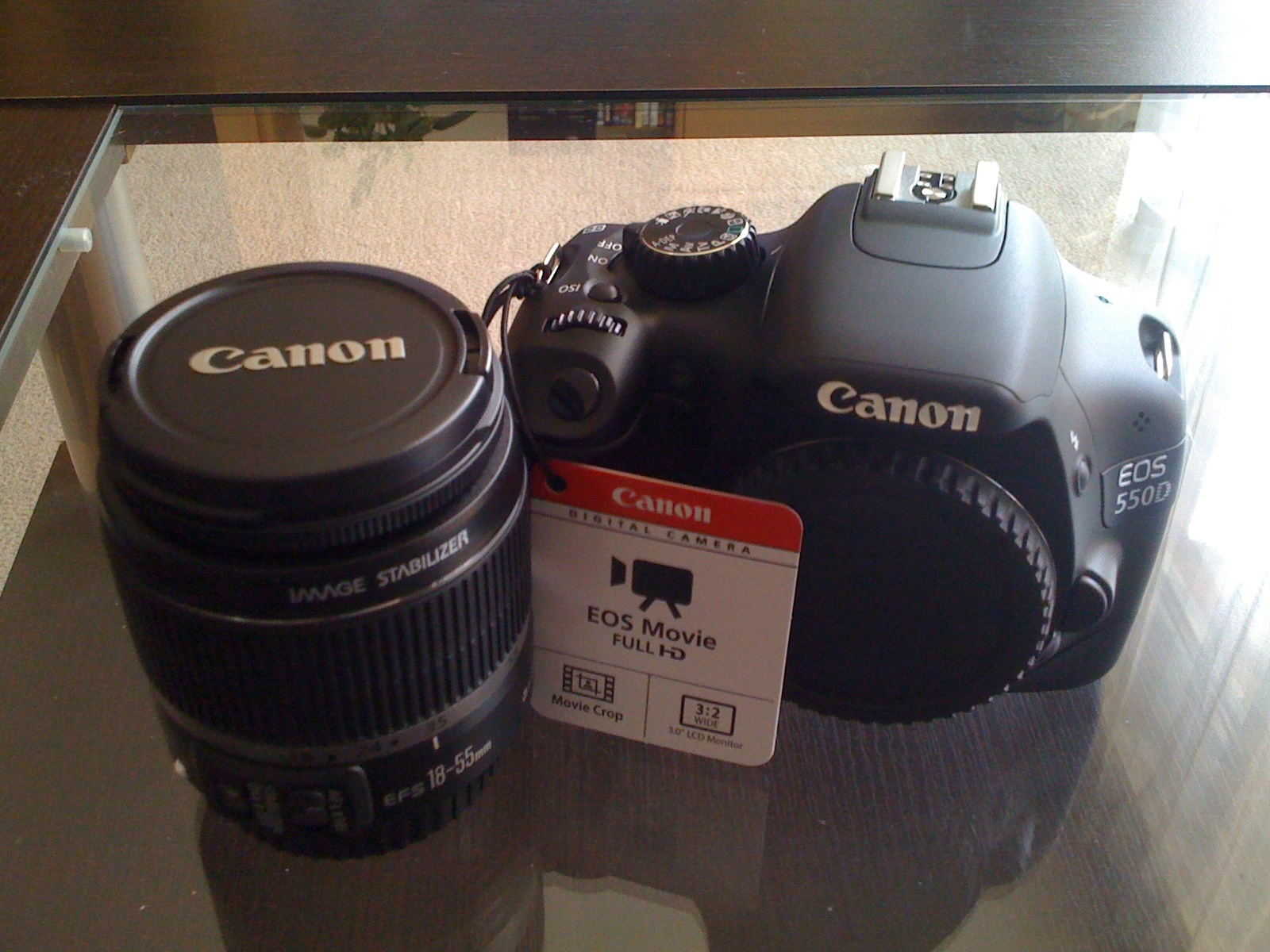
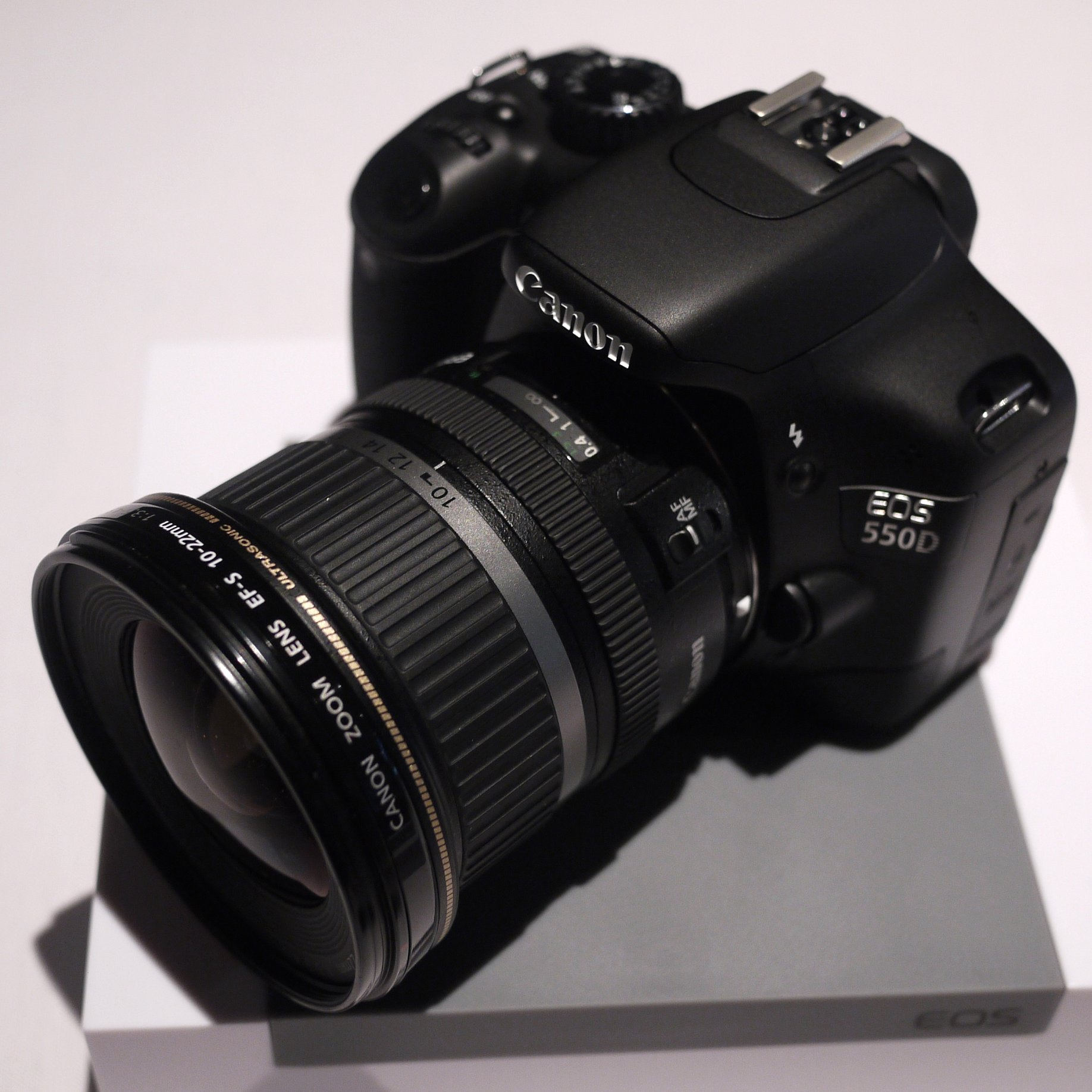

## 같이 보기
- 캐논
- 캐논 EOS
- 캐논 EF 마운트, 캐논 EF-S 마운트